# Domitia Lepida minor
Domitia Lepida minor: (3 - 54 n.Chr.) was de jongste dochter van Lucius Domitius Ahenobarbus (III) en Antonia. Zij had een oudere zuster, Domitia Lepida maior, en een broer Gnaeus Domitius Ahenobarbus (VII), de vader van keizer Nero. Zij was tevens een achternicht van keizer Augustus en een kleindochter van Octavia Thurina minor en Marcus Antonius. Domitia Lepida was een invloedrijke vrouw van grote schoonheid. Net als haar zus was zij ook zeer rijk en had diverse bezittingen in Calabria, waaronder de praedia Lepidiana.
Domitia Lepida trouwde tijdens haar leven driemaal. Haar eerste man was haar neef Marcus Valerius Messalla Barbatus. Lepida huwde Barbatus waarschijnlijk rond 15 n.Chr. Hun zoon Marcus Valerius Messala Corvinus zou consul zijn in 58. Hun dochter Messalina zou later de derde vrouw van keizer Claudius worden. Lepida's tweede man was Faustus Cornelius Sulla Lucullus ( een afstammeling van Sulla en consul suffectus in het jaar 31 n.Chr.). Rond 25 n.Chr. werd hun zoon Faustus Cornelius Sulla Felix geboren. Sulla Felix zou later trouwen met Claudia Antonia, de dochter van keizer Claudius. Tijdens de eerste jaren van het bewind van haar schoonzoon keizer Claudius huwde Lepida voor de derde maal, dit keer met Gaius Appius Junius Silanus (consul in het jaar 28 n.Chr.). Appius Silanus werd echter, op verdenking van het beramen van een moordaanslag op de princeps, in 42 n.Chr. door keizer Claudius ter dood veroordeeld.
In 48 n.Chr. werd Lepida's dochter Messalina ter dood veroordeeld door haar man wegens een huwelijk met haar minnaar en de daaruit voortvloeiende mogelijkheid tot een politieke coup. Hoewel Lepida tijdens Messalina's huwelijk met keizer Claudius van haar dochter vervreemd was geraakt, begeleidde zij desondanks haar dochter tijdens haar laatste uren.
Lepida's voormalige schoonzuster Agrippina minor werd in 49 n.Chr. Claudius' nieuwe vrouw. Er bestond een hevige rivaliteit tussen Domitia en Agrippina (de moeder van keizer Nero). In 54 n.Chr. werd ze van hoogverraad beschuldigd en ter dood veroordeeld.

## Verder lezen
- M. Lightman - B. Lightman, art. Domitia Lepida, in M. Lightman - B. Lightman (edd.), Biographical Dictionary of Ancient Greek and Roman Women: Notable Women from Sappho to Helena, New York, 2000. (betrekkelijk uitgebreid artikel, geen bibliografische referenties in online versie.)
- M. Bunson, art. Domitia Lepida, in M. Bunson, Encyclopedia of the Roman Empire, New York, 1994.
- M.-Th. Raepsaet-Charlier, Prosopographie des femmes de l’ordre sénatorial (Ier-IIe siècles), I, Leuven, 1987, nr. 326. ISBN 9068310860 (bronnen, bibliografie en familiebanden)